# Melaab (Tissemsilt)
Pour les articles homonymes, voir Melaab.
Melaab est une commune de la wilaya de Tissemsilt en Algérie.